# Boników
Boników   es un pueblo en el distrito administrativo de la gmina de Odolanów, inserta en el Distrito de Ostrów Wielkopolski, Voivodato de Gran Polonia, en el centro oeste de Polonia. Se encuentra aproximadamente a 2 kilómetros al sur de Odolanów, a 12 kilómetros al sur de Ostrów Wielkopolski, y a 108 kilómetros al sureste de la capital regional Poznań. 
El pueblo tiene una población de 500 personas.